# Bussières (Seine-et-Marne)
Bussières ist eine französische Gemeinde mit 573 Einwohnern (Stand: 1. Januar 2022) im Département Seine-et-Marne in der Region Île-de-France. Sie gehört zum Arrondissement Meaux und zum Kanton La Ferté-sous-Jouarre.
Die Einwohner werden Bussièrois genannt.

## Geographie
Bussières liegt etwa zehn Kilometer östlich von Meaux. Die Marne begrenzt die Gemeinde im Nordosten.

### Nachbargemeinden
Umgeben ist Bussières von den Gemeinden Saâcy-sur-Marne im Norden und Nordwesten, Citry im Norden, Charly-sur-Marne im Nordosten, Bassevelle im Osten, Orly-sur-Morin im Süden, Saint-Ouen-sur-Morin im Süden und Südwesten sowie Saint-Cyr-sur-Morin im Westen und Südwesten.

## Bevölkerungsentwicklung
| Jahr      | 1962 | 1968 | 1975 | 1982 | 1990 | 1999 | 2006 | 2013 |
| Einwohner | 262  | 262  | 290  | 448  | 432  | 425  | 497  | 501  |

## Sehenswürdigkeiten
- Kirche Saint-Médard (Monument historique)

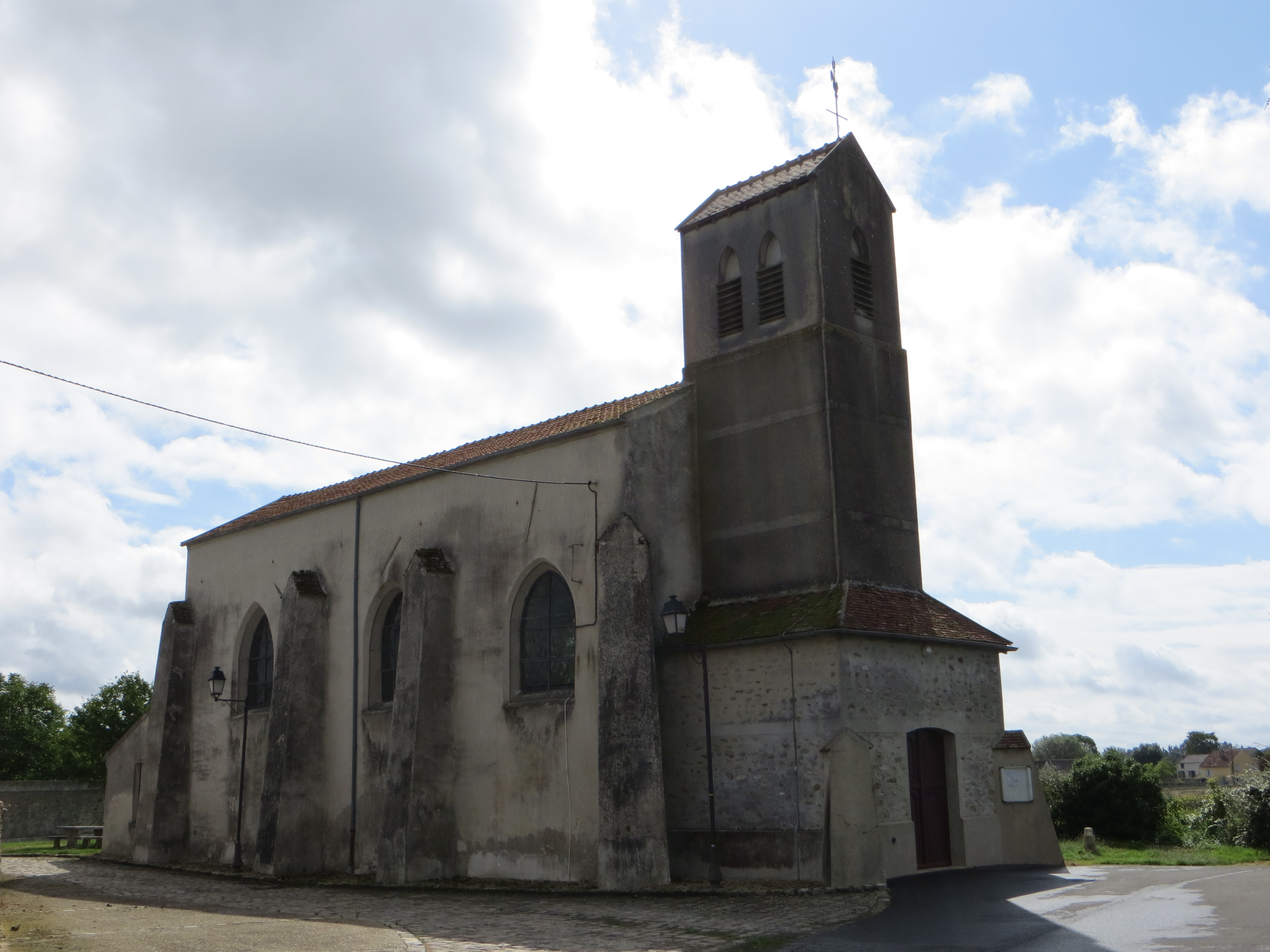
Kirche Saint-Médard